# Талаганис, Димитриос
Димитриос Талаганис (греч. Δημήτριος Ταλαγάνης; 1945, Триполис — 15 апреля 2021, Афины, Аттика) — греческий художник, поэт, архитектор и градостроитель.

## Биография
Родился в городе Триполи Пелопоннес в 1945 году, в семье Дионисия Талаганиса.
Отец был участником Сопротивления и бойцом Народно-освободительной армии Греции. Впоследствии, в годы Гражданской войны (1946-49) стал бойцом Демократической армии и был расстрелян в 1949 году по приговору трибунала города Триполи.
Яннис Зевгос (Яннис Талаганис), убитый в 1947 году экс-генсек компартии Греции, приходился Димитриосу Талаганису дядей.
Детские годы Димитриос провёл в его родной Аркадии, позже переехал с матерью в Афины, где он жил до 1964 года. Впоследствии он уехал за границу.
При поддержке компартии поступил в Московский архитектурный институт, где в 1971 году получил диплом и мастера архитектуры.
Принял участие в конкурсе проектирования нового Музея Ленина, в котором его проект получил первую премию.
В течение года проект был выставлен на ВДНХ и получил золотую медаль.
Одновременно он выставлялся на японской OSAKA EXPO 1970 с проектом города 40.000 жителей.
В 1971 году он подготовил проект использования залива Фалера, где предложил строительство «Нового Афинского театра».
В том же 1971 году он обратил своё внимание к живописи. Его первая выставка состоялась в 1973 году в Париже в salon d’automne του Grand Palais des Champs Élysées. Его работы были вдохновлены поэзией греческого поэта нобелиста Сефериса.
Поскольку в Греции с 1967 года была установлена военная диктатура, он переехал первоначально в Италию, а затем во Францию.
В сотрудничестве с французским писателем и режиссёром Jacques Lacarriere сотрудничал в театральной постановке поэмы Я. Рицоса. Ромиосини, взяв на себя костюмы и оформление сцены.
В 1974 году выставил свои работы в Foyer Royal de l' Odéon.
Сразу после падения диктатуры, в августе 1974 года Талаганис вернулся в Грецию, где работал архитектором.
Одновременно он выставлял свои работы в разных городах Греции.
В 1987 он выставлял свои работы в Tokyo Metropolitan Art Museum.
Он также занялся фотографией.
Талаганис автор многочисленных медалей, включая медаль Европейского Культурного Центра Дельф (Ευρωπαϊκό Πολιτιστικό Κέντρο Δελφών) и организационного комитета Олимпийских игр 2004 года, включая Диск перемирия, афиш, костюмов и театральных сцен.
В 1998 году он выставил свою кандидатуру на пост мэра города Триполи, и стал заместителем мэра по вопросам культуры.
В 2016 году Талаганис организовал в Триполи выставку икон под заголовком «Греция — Россия — Православие».
В 2017 году, к празднованию столетия Октябрьской революции, Талаганис передал компартии Греции, копию посмертной маски с Ленина.
Речь идёт обо одной из 14 копий маски, которую его учитель и автор саркофага для Мавзолея В. И. Ленина, К. С. Мельников, вручил Талаганису после его победы на конкурсе проекта нового Музея Ленина в 1971 году.
Димитриос Талаганис умер 15 августа 2021 года в афинской больнице «Сотирия», после месяца борьбы с коронавирусом (Covid-19)

## Некоторые работы
- памятная медаль посвящённая встрече Рейгана и Горбачёва
- пастырский посох Вселенского патриарха Варфоломея
- медаль Европейского Культурного центра Дельф
- памятная медаль Комитета кандидатуры Олимпийских игр 2004 года Диск перемирия